# Pont du Coq
Ne doit pas être confondu avec Pont de Coq.
Le pont du Coq est un pont situé à La Brigue, au-dessus de la Lévensa, en France.

## Localisation
Le pont est situé sur la commune de La Brigue, dans le département français des Alpes-Maritimes en région Provence-Alpes-Côte d'Azur.

## Historique
Il s'agit d'un pont rompu ou coudé dont la construction remonte au XVe siècle. 
Ce pont, aujourd'hui piétonnier, a été reconstruit après avoir été emporté par une crue au début du XVIIIe siècle. Il a été reconstruit en 1710 par la famille Cometto, père et fils, maçons originaires de Lugano. Il a été réparé en 1837, 1843, 1906 à la suite d'inondations.
L'ouvrage est en moellons jointoyés. L'ouvrage a conservé son sol caladé entre les deux parapets.
Il est situé à proximité d'un four à chaux abandonné et d'un vieux moulin.
L'édifice est inscrit au titre des monuments historiques le 3 novembre 1987.

## Principales dimensions
- longueur : 63,80 m
- largeur de la chaussée : 2,60 m
- ouverture de l'arche sur la Lévenza : 14,20 m